# 光州神社
光州神社（日语：／ Kōshū Jinja；：／）是日治朝鮮全羅南道光州府（現大韩民国光州廣域市）的神社。社格為國幣小社。祭神為天照大神、國魂大神。

## 歷史
光州神社始於1912年（大正元年）8月在光州府龜岡公園建立的皇大神宮遙拜所。此處原為鄉校用地，有龜狀的聖龜山，龜的頸部建有聖居寺，意在將龜壓住，令其守護光州。後來的神社建於龜的甲部，忠魂碑建於龜的頭部。
1916年（大正5年）8月神社建立申請提出，次年5月1日獲准建立以天照大神為祭神的光州神社，11月3日舉行鎮座祭。
1936年（昭和11年）8月11日，列道供進社。11月組織奉贊會，開始建造社殿，擴大用地，但由於對外戰爭的時局，資材難以入手，建設工事延遲，不過還是基本竣工，1940年（昭和15年）11月19日舉行本殿（神殿）遷宮祭。1941年（昭和16年）1月16日，申請增祀國魂大神，4月8日獲准。10月1日，與江原道春川郡江原神社同列國幣小社。
神社於日本投降，第二次世界大战戰敗後的1945年（昭和20年）11月17日廢止。神社的本殿、拜殿則早在日本投降翌日的8月16日遭光州青年團毀壞。
光州神社舊址在後來的光州公園內。1961年或1963年，原有社殿的上壇立起慰靈碑，以紀念死於朝鲜战争、動亂及政治鬥爭的人。1979年，位於公園大廣場的社務所舊址建立武珍會館。截至2005年，上下兩處石階仍有殘留。

## 建築

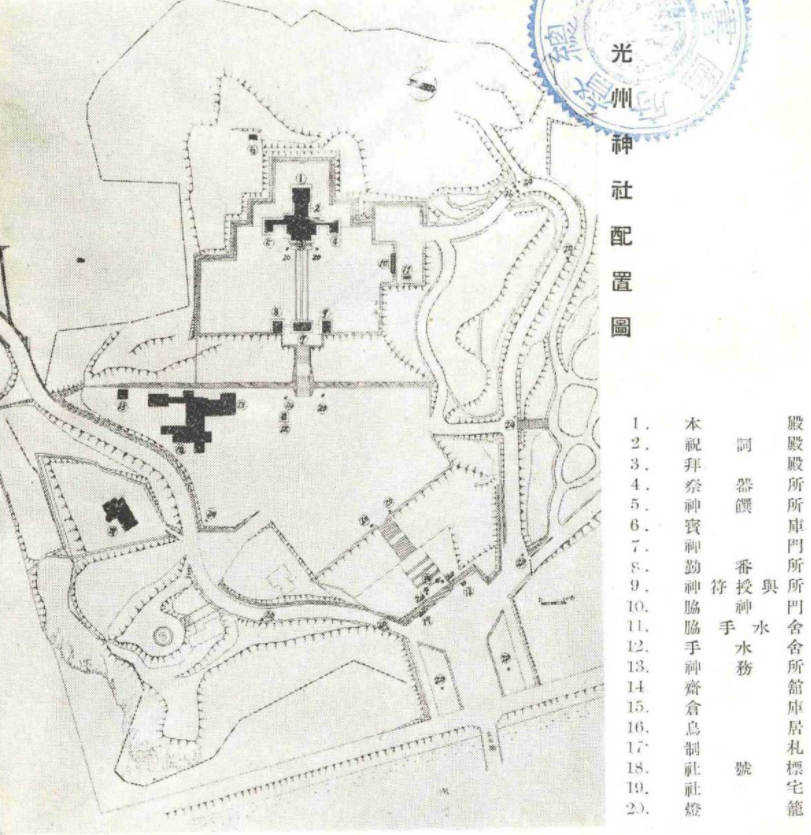
配置圖

神社位於光州市中心以西光州川對岸的龜岡（亀ヶ岡），朝向東面。初建的本殿為切妻造、平入、神明造，寬3間（約5.45），進深2間（約3.64）；改建的複合社殿，本殿為入母屋造銅板葺、妻入，祝詞殿（幣殿）為兩下造銅板葺，拜殿為入母屋造銅板葺、平入，拜殿兩側有祭器所、神饌所。自本殿看，上石階向東，下石階向東北。

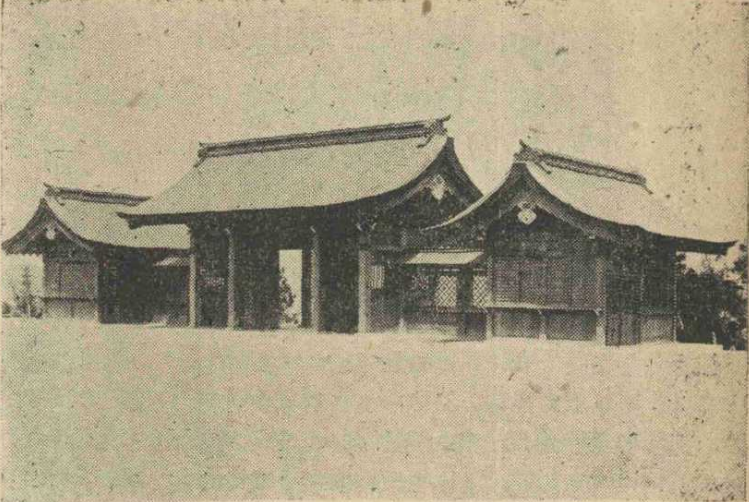
神門與兩翼舍內觀
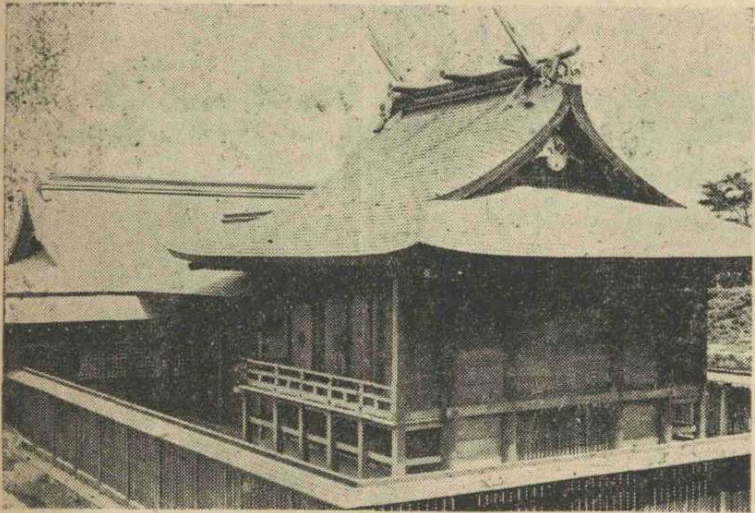
本殿背面

## 活動
小學校、中學校教師每月8日及新年、天長節、紀元節、明治節帶領學生參拜，獎勵但不強求每日參拜。